# Marco Sassella
Marco Sassella (* 6. Januar 1976 in Sorengo) ist ein ehemaliger schweizerischer Basketballspieler.

## Laufbahn
Sassella spielte als Jugendlicher beim BC Vedeggio sowie Federale Lugano. In der Saison 1993/94 gab er seinen Einstand in der Nationalliga im Hemd von SAM Basket Massagno.
Von 1994 bis 1998 spielte und studierte der 1,95 Meter grosse Aufbau- und Flügelspieler an der Fort Hays State University in den Vereinigten Staaten. Im Anschluss an seine Rückkehr in die Schweiz spielte er von 1998 bis 2000 für SAV Vacallo.
Zwischen 2000 und 2003 stand er in Diensten der Lugano Snakes, gewann mit der Mannschaft 2001 und 2002 den Schweizer Meistertitel und nahm an der EuroLeague teil. Sassella verliess Lugano im Laufe der Saison 2002/03 und wechselte innerhalb der Nationalliga zum Basket-Club Boncourt, mit dem er im Frühjahr 2003 den Meistertitel gewann. 2004 wurde er mit Boncourt abermals Meister. Er blieb bis zum Ende der Saison 2004/05 bei dem Verein. Im Laufe der Spielzeit 2005/06 kehrte er nach Lugano zurück und wurde zum Abschluss seiner Profizeit im Frühjahr 2006 noch einmal Schweizer Meister.
Im Sommer 2010 trat er beim Schweizer Basketballverband als Mitglied des Zentralvorstands das Amt als Verantwortlicher für den Leistungsbasketball an. Sein Sohn Oliver wurde ebenfalls Basketballspieler im Leistungsbereich.

### Nationalmannschaft
Sassella war jahrelang Leistungsträger der Schweizer Nationalmannschaft und nahm mit der Auswahl unter anderem an Ausscheidungsrunden für Europameisterschaften teil.